# Horea Crișovan
Horea Crișovan (n. 22 februarie 1973, Timișoara) este un muzician, chitarist și compozitor român. A absolvit Liceul de Filologie - Istorie din Timișoara (actualul Colegiu Național Bănățean) și, apoi, Facultatea de Litere, secția Istorie - Engleză. Adevărata sa vocație rămâne, însă, muzica, la care nu renunță niciodată, indiferent de traseul pe care l-a condus viața. Biciclist pasionat, iubitor al drumețiilor pe munte și timișorean convins, Horea Crișovan este astăzi un muzician complet și complex, cu contribuții și apariții in formule din cele mai diverse, de la rock și pop, până la muzică simfonică și muzică de teatru.

## Debut și activitate artistică
Primul pas spre muzică îl face în urma unui accident la ski, moment în care primește o chitară cadou de la mama sa, la vârsta de 8 ani. Este dragoste la prima vedere și copilăria, iar apoi adolescența îi vor fi marcate de ore de studiu individual și de întâlniri cu oameni care au contribuit la formarea sa ca artist: primul profesor de chitară, Gheorghe Katalinic, Ilie Stepan, Liviu Butoi, Toni Kuhn, Bujor Hariga.
Horea a început să fie cunoscut ca muzician din 1987, când cântă alături de Logaritm. Urmează colaborarea cu Cardinal, iar între 1993–1998 cântă cu Neurotica. Alături de această ultimă trupă a performat, pe aceeași scenă, în concertele de deschidere ale faimoaselor formații Scorpions, Asia, Metallica, Ronnie James Dio, Schnitt Acht, Anathema, Chumbawamba, Pitchshifter, Sick Of It All. Tot în perioada Neurotica a fost nominalizat ca cel mai bun chitarist din România.
Începând cu 1996 e prezent în mai multe formule muzicale: Stepan Project, Blazzaj, ACUM, Locatarii, BIO, ABRA, Mozart Rocks, Feli&the Band/TM GROOVE, Horea Crisovan Trio/Quartet.

## Momente memorabile
La Gărâna a cântat în deschiderea concertului lui Eberhart Webber (2003) și al lui Mike Stern (2005). În 2006 cântă cu Aura Urziceanu Band într-un concert îndelung aplaudat, în deschiderea lui Jean Luc Ponty , iar în 2007, alături de Dominique di Piazza, cântă în deschiderea concertului lui Scott Henderson .
Intrarea României în Uniunea Europeana este marcată de un concert de referință, „Undeva în Europa”, un spectacol multimedia gen „operă rock”, susținut în 31 decembrie 2006 în Piața Operei din Timișoara de artiștii Ilie Stepan și Horea Crișovan – chitară, Doru Apreotesei – claviaturi, Vasile Dolga – baterie, Mario Florescu – percuție, alături de soliști ai Operei Române din Timișoara și actori ai Teatrului Național Timișoara .
În anul 2011, deschide Festivalul Internațional de Jazz de la Gărâna, cu compoziții proprii, interpretate în formula de Quartet, alături de Teo Milea, Mario Florescu și Victor Miclăuș .
Participă la o ediție de excepție Mozart Rocks, la Craiova, în fața unui public de peste 4000 de persoane  și, tot în seria colaborărilor filarmonice parcurge împreună cu publicul timișorean drumul spre 2013, alături de Felicia Donose, în Concertul de Anul Nou susținut de Filarmonica Banatul din Timișoara .
Festivalul Baroc din Timișoara anului 2013 începe și se încheie pe acordurile de chitară ale lui Horea Crișovan: în deschidere, Răzvan Mazilu, alături de Judith State și Andreea Gavriliu dansează într-un spectacol - concept inspirat de compozițiile lui Horea, iar în finalul festivalului, împreună cu Ilie Stepan și Mario Florescu, încântă publicul în BaRock Acustic Live .
2014 marchează lansarea primului disc propriu, cu piese de muzică instrumentală, compuse, interpretate și înregistrate de autor, sub genericul My Real Trip, o incursiune sonoră în spațiul generos al worldmusic-ului. „My Real Trip este un concept care pe mine mă urmărește de mai mulți ani. Piesa care dă titlul discului a apărut în diverse forme, este tema mea care o am de mai mult de 15 ani. O consider foarte simplă și românească. Este firul meu roșu și mă agăț de acest fir. Înregistrările pentru acest disc au avut loc la mine acasă, în garsonierea mea de 23 de metri pătrați“, declara Horea Crișovan. Printre cele 13 piese care alcătuiesc acest debut discografic se numără și Marco Polo, o melodie în care apare și singurul invitat al acestui album, care este celebrul chitarist macedonian Vlatko Stefanovski, cunoscut printre altele și grație faptului că a activat în trupa Leb i Sol .

## Trupe și proiecte actuale

### BIO
Trupa BIO a luat naștere în 2005 la inițiativa lui Horea Crisovan si a lui Florin Cvasa. În scurt timp li s-au alăturat Gabi (WFS) la voce , Pista (Quo Vadis) la chitară bas și Vali (Implant Pentru Refuz) chitară. În prezent, componența trupei este:
- Gabi Szorad - voce
- Czifrak (Pista) Stefan - chitară bas;
- Florin (Flocea) Cvasa - tobe;
- Horea Crișovan – chitară.

Prin sunetul său original și filonul sănătos de rock, dar și prin muzicalitate și naturalețe, BIO rămâne una din trupele de referință din underground-ul românesc 
Activitate muzicală: Festivalul motoriștilor în deschiderea celor de la Bonfire, Festivalul de la Periam, Rock la Mures, Concert pentru victimele inundațiilor din Timiș în Parcul Rozelor, Festivalul Rock de la Arad, Festivalul Rock de la Gârnic, concerte în Timișoara la The Note, Setup etc.

### BLAZZAJ
Fondată în 1996 la Timișoara, din inițiativa lui Eddie Neumann și Florin Barbu, purtând la început numele de „ FunkinLeFree”, "Blazzaj" se impune printr-un sound complex, plin de energie, culoare și originalitate.
Versurile încărcate de mesaj sunt sugerate de numele trupei provenit din combinația cuvintelor 'blazare' și 'jazz', folosit însă invers, adică 'zzaj'. Citit de la coadă la cap, nu e altceva decât 'jazzalb'. Toți membrii trupei și-au pus amprenta pe nota bine definită în zona muzicală de Funk / Fusion / Nu-Jazz .
Componența trupei:
- Tavi Horvath – Vita - voce;
- Vali Potra - tobe;
- Petrica Ionutescu - trompetă, clape;
- Utu Pascu - chitară bas;
- Lucian Nagy - saxofon;
- Horea Crișovan - chitară;
- Gabriel Almasi - chitara
- Sergiu Cătană - percuție.

Activitate muzicală: albumele Atenție Blazzaj (1998) și Macadam (2003), nenumărate concerte de club și festivaluri.

### Feli&the Band/TM Groove
Proiectul s-a  născut la Timișoara, la finalul anului 2010, printr-un fericit concurs de împrejurări, care i-a adus împreună pe Felicia Donose, Horea Crișovan și Florin Cvașa. Cuvântul care descrie cel mai bine această colaborare este COMPATIBILITATE. Încă de la începutul repetițiilor a fost evident că există o energie care îi leagă și care se transmite publicului, făcând din fiecare ieșire la rampă o aniversare a bucuriei de a cânta.
De la primul concert în cafeneaua People, în fața prietenilor de suflet și până la formula de azi, completată de Mircea Ardeleanu jr., având peste o sută de piese în repertoriu, trei piese originale semnate de Feli și lansate precum și un album propriu în pregătire, a fost un drum cu multă muncă, dar și cu mult entuziasm și dragoste pentru muzică .
Peste coeziunea instrumentală impecabilă, Feli, o voce cu adevărat deosebită, cu un potențial remarcabil, dă glas inspirat la piese din cele mai diverse zone ale muzicii.
Componența trupei:
- Feli Donose - voce;
- Florin Cvașa - percuție;
- Mircea Ardeleanu jr - chitară bas, contrabas;
- Horea Crișovan  - chitară;

Activitate muzicală: concerte de club, Ziua Timișoarei 2013, Vocea României, lansarea pieselor single ”Cine te crezi”, "Gelozia", ”Perfect for You”.

### Horea Crisovan Trio/Quartet
Un experiment muzical, început în 2009, cu piese compuse de Horea Crișovan, care îl poartă pe ascultător în lumea diversă și multiculturală a worldmusic-ului.
Componența trupei:
- Cristi Rațiu, ulterior, Mario Florescu - percuție;
- Teo Milea - pian;
- Victor Miclăuș - chitară bas;
- Horea Crișovan - chitară.

Activitate muzicală: Ziua Timișoarei (2009), Festivalul PLAI (2009), Timișoara Mica Vienă, Festivalul de Jazz de la Gărâna (2011).

### Ilie Stepan / Dixie Krauser / Pro Musica
Colaborarea cu Ilie Stepan este marcată de albumele Sensul Vieții, Undeva în Europa și Lumina, lansat în 2013.
Din pură dragoste pentru chitară s-a născut și proiectul în care Horea cântă acustic alături de Ilie și, adesea, împreună cu Dixie Krauser, piese proprii, piese ale Pro Musica sau mari creații muzicale. De aceeași vârstă cu Horea, trupa Pro Musica a aniversat revenirea pe scenă la 41 de ani, în 2014,  printr-un concert extraordinar susținut la Filarmonica Banatul din Timișoara .

### Mozart Rocks
Mozart Rocks este cel mai îndrăzneț proiect muzical de anvergură din România ultimilor ani, care aduce pe aceeași scenă orchestra simfonică și chitara electrică. Din 2007, Horea Crișovan se alătură echipei și este prezent la aproape toate edițiile Mozart Rocks, alături de colegii săi, Alexandru Cotoi, Călin Grigoriu, Cezar Popescu, Claudiu Ursache, Cosmin Lupu, Dan Ionescu, Florin Demea, George Pătrănoiu, Marius Roșiu, Remus Marius Carteleanu, Vladmir Pocorschi, David Munoz, Trond Holter.
Artiștii, piesele și publicul care se reunesc sub genericul Mozart Rocks creează, de fiecare dată, un spectacol impresionant prin calitate și înaltă vibrație .

## Discografie
- 2014 - My Real Trip - disc de autor - Horea Crișovan
- 2013 - Lumina - Stepan Project 2009
- 2009 -  Nu te supara frate - Locatarii
- 2009 - Șapte - ABRA
- 2005 - La frumusețea ei - ABRA
- 2003 - Macadam - BLAZZAJ
- 1999 - Undeva în Europa - Stepan Project
- 1998 - Atenție Blazzaj - Blazzaj
- 1997 - Bio - Neurotica
- 1996 - Sensul vieții - Stepan Project
- 1994 - Neurotica - Neurotica

## Videoclipuri

### Bio
- All So Serious – Timisoara, 2008:
- I Wanna Make It with Chu, Timisoara 2008:
- Sick Man Sleep Outside – Arad 2008:
- Chill, Timisoara, 2007:
- Ministry of Pain, Timisoara 2006:
- Hello, Timisoara, 2006:
- Yo-Ho, Timisoara, 2007:
- Our Biocracy, Timisoara, 2010:

### Blazzaj
- Urma – Stuffstock 2007:
- Un lucru:
- Vis – Stuffstock 2007:
- Faptele – La Motoare 2007:
- Ghetoul de aur – Radio Guerilla - 2011:
- Doina – Radio Guerilla - 2010:
- Noi transmitem căldura – Club 30  - 2010:

### Feli&the Band/TM Groove
- Feli & The TM Groove - Hotstepper / Marioara de la Gorj (Live la Radio ZU):
- Feli & The TM Groove - Cry Me a River (Live la Radio ZU):
- Feli & The TM Groove - Cine te crezi - la Neata cu Razvan si Dani:
- Colaborare cu Filarmonica Banatul Timișoara:
- Feli & The TM Groove - Crazy in Love:
- Feli & The TM Groove feat. Speak - Gelozia:
- Feli & The TM Groove - Ionel, Ionelule:
- Feli & The TM Groove feat. Dorian - Perfect for You:

### Horea Crișovan Trio/Quartet
- “M’May”,  Zilele Timisoarei, 2009:
- “May Bee”, Festivalul Plai, 2009:
- “Eleven Eight”, Festivalul Plai, 2009:
- “My Real Trip”,  Segafredo, 2010:
- “Forbiden Horizons”, Segafredo, 2010:
- “War Seeds”,  Segafredo, 2010:
- Garana Jazz Fest, 2011:

### Ilie Stepan / Dixie Krauser / Pro Musica
- Crossroads, Folk You 2010:
- Glossa, Folk You 2010:
- Acoustic Blues, Timisoara, Bierhaus 2008:
- My Real Trip, Folk Festival Arad, 2009:
- May Bee, Folk Festival Arad,  2009:
- Timisoara, Filarmonica Banatul, 2009 – Concert pentru Nae Tarnoczi:
- Timisoara, Filarmonica Banatul, 2009 – Concert pentru Nae Tarnoczi:
- Concert Pro Musica 41 - Timișoara, 2014:

### Mozart Rocks
- Uvertura la "Nunta lui Figaro" de W.A. Mozart , Timisoara, 21 decembrie 2008, Orchestra Filarmonicii "Banatul" Timisoara, dirijor Gheorghe Costin:
- "Cause we ended as lovers", Stevie Wonder, Bucuresti, 11 octombrie 2008,  Orchestra Radio, dirijor Tiberiu Soare:
- Suita Arlesiana – Farandole, Georges Bizet, Bucuresti, 12 aprilie 2010, Orchestra Filarmonicii "George Enescu" dirijor Tiberiu Soare:
- “While My Guitar Gently Weeps”, The Beatles, Alba Iulia, 2 decembrie 2011, Orchestra Filarmonicii Cluj "Transilvană", dirijor Tiberiu Soare:
- „Comfortably Numb”, Pink Floyd, Alba Iulia, 2 decembrie 2011, Orchestra Filarmonicii Cluj "Transilvană", dirijor Tiberiu Soare: